# Peeples Valley
Peeples Valley é uma Região censo-designada localizada no estado americano de Arizona, no Condado de Yavapai.

## Demografia
Segundo o censo americano de 2000, a sua população era de 374 habitantes.

## Geografia
De acordo com o United States Census Bureau tem uma área de
38,8 km², dos quais 38,8 km² cobertos por terra e 0,0 km² cobertos por água. Peeples Valley localiza-se a aproximadamente 1361 m acima do nível do mar.

## Localidades na vizinhança
O diagrama seguinte representa as localidades num raio de 48 km ao redor de Peeples Valley.